# El Nieto
El Nieto är en ort i Mexiko.   Den ligger i kommunen Carácuaro och delstaten Michoacán de Ocampo, i den södra delen av landet, 200 km väster om huvudstaden Mexico City. El Nieto ligger 798 meter över havet och antalet invånare är 111.
Terrängen runt El Nieto är kuperad. Runt El Nieto är det glesbefolkat, med 10 invånare per kvadratkilometer. Närmaste större samhälle är Carácuaro, 15,1 km väster om El Nieto. I omgivningarna runt El Nieto växer huvudsakligen savannskog.